# Kaleum
Kaleum (có khi viết là Kalum, phát âm như Cà-lừm) là một huyện (muang, mường)  thuộc tỉnh Sekong ở Nam Lào . Huyện này nằm ở phía đông bắc của Sekong, giáp với Thừa Thiên Huế và Quảng Nam của Việt Nam ở phía đông, giáp huyện Dak Cheung cùng tỉnh ở phía nam. Giữa huyện này và huyện A Đớt của Thừa Thiên Huế có cặp cửa khẩu Tavan - A Đớt.
Đây là một huyện vùng núi cao, trên cao nguyên Baloven. Kaleum là một trong những huyện nghèo nhất.